# Amalia Guglielminetti
Œuvres principales
Le seduzioni (1908), L'insonne (1913), I volti dell'amore (1913), Quando avevo un amante (1923)
Amalia Guglielminetti, née le 4 avril 1881 à Turin où elle meurt le 4 décembre 1941, est une poétesse et écrivain italienne.

## Biographie
Fille de Pietro Guglielminetti et de Felicita Lavezzato, Amalia a deux sœurs (Emma et Erminia) et un frère (Ernesto). Son grand-père, Pietro Guglielminetti, avait déménagé en 1858 de Cravanzana à Turin où il avait installé une petite fabrique d'objets de bois appelée Fratelli Guglielminetti. Il est l'inventeur d'une gourde en bois qui devient populaire et qu'il vend à l'armée dans les années 1860.
Le père d'Amalia meurt en 1886 et la famille part vivre avec le grand-père Lorenzo, un « vieil industriel parcimonieux, clérical strict et sévère dans la tenue de la maison ». Il fait étudier Amalia dans des écoles religieuses  .
À partir de 1901, elle commence à publier ses poèmes dans le supplément dominical de la Gazzetta del Popolo. Une partie de ces poèmes sont publiés en 1903 dans le livre Voci di giovinezza qu'elle dédicace à son père. Ce sont des vers scolaires et souvent maladroits.
Son livre suivant, Le vergini folli, reçoit cependant un bon accueil grâce en grande partie aux éloges publiques du professeur Arturo Graf qui avait lu le manuscrit avant sa publication. Après la publication, Graf écrit à Amalia le 5 mai 1907 : « Son inspiration est vivante, pure, délicate au point qu'on peut le louer […]  Ses personnages de jeunes filles et de femmes sont pure grâce et beaucoup de sonnet sont exquis. Et tout parait lui venir si spontanément! »
Dino Mantovani, critique de La Stampa, considère la poésie d'Amalia Guglieminetti comme un mélange de Gaspara Stampa et de Safo.
Elle a une relation avec Guido Gozzano avec qui elle échange une série de lettres d'amour entre 1907 et 1909, lettres publiées après sa mort.
Entre 1916 et 1925, elle écrit des livres pour enfants : Fiabe in versi (1916), La reginetta Chiomadoro (1923), Il ragno incantato (1923) et La carriera dei pupazzi (1925).
Les années suivantes, elle a une relation avec Pitigrilli (Dino Segre). Cette relation devient si intense qu'elle fait une dépression nerveuse. Elle récupère et sent que cette expérience l'a rendue plus forte.
Elle meurt de complications de blessures qu'elle reçoit durant un raid aérien. Elle aura toujours été solitaire et d'une certaine façon un personnage un peu déprimé.

## Œuvres
Ses œuvres ne sont pas traduites en français.

### Poésie
- Voci di giovinezza, 1903.
- Le vergini folli, 1907.
- Le seduzioni. Turín: S. Lattes e C., 1909.
- Emma. Turín: Tip. V. Bona, 1909.
- L'insonne. Milán: Treves, 1913.
- Fiabe in versi. Ostiglia: La scolastica, 1916.
- Il ragno incantato. Milan: Mondadori, 1922.
- La carriera dei pupazzi. Milan: Sonzogno, 1924.
- I serpenti di Medusa. Milan: La Prora, 1934.

### Prose
- I volti dell'amore. Milan: Trêves, 1913.
- Anime allo specchio. Milan: Trêves, 1915.
- Le ore inutili. Milan: Trêves, 1919.
- Gli occhi cerchiati d'azzurro. Milan: 1920.
- La porta della gioia. Milan: Vitagliano, 1920.
- La reginetta Chiomadoro. Milan: Mondadori, 1921.
- Quando avevo un amante. Milan: Sonzogno, 1923.

### Théâtre
- L'amante ignoto, poème tragique, Milan: Trêves, 1911.
- Il gingillo di lusso, comédie en un acte, 1924.
- Il ladro di gioielli, comédie en un acte, 1924.
- Nei e cicisbei (comédie en un acte), Il baro dell'amore (comédie en trois actes). Milan: Mondadori, 1926.

### Correspondances
- Lettere d'amore di Guido Gozzano e Amalia Guglielminetti. préface et notes : Spartaco Asciamprener, Milan, Garzanti, 1951.